# Кен Роузвол
Кенет „Кен” Роберт Роузвол (енгл. Kenneth „Ken” Robert Rosewall; Сиднеј, 2. новембар 1934) је бивши аустралијски тенисер, аматерски и професионални тениски првак.
Освојио је осам Гренд слем турнира, а пре почетка Опен ере 15 Про Гренд слем титула (направивши Про Гренд слем 1963). У паровима је освојио девет Гренд слем титула. Сматра се једним од најбољих тенисера у историји. Био је познат по бекхенду, а каријера му је била на врхунцу од раних 1950-их до раних 1970-их. Неколико година је био први тенисер на свету током 1960-их, али званична АТП листа се води од 1973. године. Примљен је у тениску Кућу славних 1980. године. Тренутно живи у северном Сиднеју.